# Corrida Internacional de São Silvestre de 1946
A Corrida Internacional de São Silvestre de 1946 foi a 22ª edição da prova de rua, realizada no dia 31 de dezembro de 1946, no centro da cidade de São Paulo, a largada aconteceu as 23h45m, a prova foi de organização da Cásper Líbero.
O vencedor foi Sebastião Alves Monteiro, do São Paulo Futebol Clube com o tempo de 21m57, conquistando seu bicampeonato.

## Percurso
Em frente ao Estádio do Pacaembu até o Clube de Regatas Tietê, com 7.000 metros.

## Resultados

#### Masculino
- 1º Sebastião Alves Monteiro (Brasil) - 21m57s

### Participações
- Participantes: 1.487 atletas
- Chegada: 568 atletas atravessaram a linha de chegada 10 minutos após a passagem do campeão.[3]

## Ligações Externas
- Sítio Oficial (em português)